# Referèndum grec de 1924
El referèndum grec de 1924 fou un referèndum que es va celebrar el 13 d'abril de 1924 a Grècia organitzada pel poder revolucionari per a oficialitzar l'establiment de la Segona República Hel·lènica el 25 de març anterior.